# Борисенко Валентин Назарович
Валенти́н Наза́рович Борисе́нко (нар. 2 травня 1929, Озеряни — пом. 8 січня 1990, Київ) — український радянський скульптор; член Спілки радянських художників України з 1958 року. Батько майстринь декоративного мистецтва — Наталки та Лідії Борисенків. Дід скульптора Назара Білика.

## Біографія
Народився 2 травня 1929 року в селі Озерянах (нині Ніжинський район Чернігівської області, Україна). 1947 року закінчив Київське училище прикладного мистецтва (викладач Д. Лученко). Упродовж 1947—1953 років навчався в Львівському інституті прикладного та декоративного мистецтва, був учнем Івана Севери.
З 1959 року працював у Львівському інституті прикладного та декоративного мистецтва викладачем, доцент з 1967 року, з 1969 року — ректор, з 1977 року — професор. Член КПРС з 1964 року. Жив у Львові, в будинку на вулиці Поліграфічній № 12, квартира № 5.
Упродовж 1985—1988 років — ректор Київського художнього інституту. Помер у Києві 8 січня 1990 року.

## Творчість
Працював в галузі станкової та монументальної скульптури. Серед робіт:
Станкова скульптура
- «Господар Верховини» (1957);
- «Олекса Довбуш» (1959—1960, гіпс тонований);
- «Орач» (1960);
- «Орел Карпат» (1960, дерево, 49×65×66)[1];
- «Данило Галицький» (1961);
- «Карл Маркс» (1963, дерево, 110×75×64; Дніпровський художній музей)[2];
- «Шахтар» (1963, шамот, 87×53×47)[3];
- триптих «Земля»: «Народження сіяча», «Кріпацтво», «На оновленій землі» (1964, дерево, 56×41×77, 45×105×39, 112×100×82; Національний музей у Львові)[4];
- «Верховина» (1965—1966, дерево, 40×110×27)[2];
- «Волга і Дніпро» (1968, кована мідь, 220×180×60)[2];
- «Колгоспниці» (1969);
- «Марко Черемшина» (1969);
- «Косар» (1969, дерево);
- «Урожай» (1969, дерево)[2];
- «Плотогони» (1971, дерево, 90×110×40, Львівська галерея мистецтв)[1];
- «Хліб» (1972);
- «Революція» (1973);
- «Космос» (1974);
- «Заклик» (1977, дерево, 95×100×35)[5];
- «Перемога» (1977, дерево, 130×28×47)[5];
- «Мікеланджело» (1978);
- «Тарас Шевченко» (1978);
- «Василь Суриков» (1978);
- «Рафаель» (1978);
- «Данте» (1980, дерево, 80×67×69)[6];
- «Портрет матері» (1982);
- «Іван Федоров» (1982, гіпс);
- «Ікар» (1985).

У 1982 році створив композиції «Володимир Ленін», «Революція», «Звільнена праця» для Київського філіалу Центрального музею Володимира Леніна (нині Український дім).
Монументальна скульптура
- Пам'ятник Іванові Франку у Львові (1964, граніт; співавтори Дмитро Крвавич, Еммануїл Мисько, Василь Одрехівський, Яків Чайка, архітектор Андрій Шуляр[7];
- Пам'ятник Володимирові Леніну в Самборі на колишній вулиці Переяславській, тепер Шухевича (1966, співавтори скульптор Валентин Подольський, архітектор Анатолій Консулов[8];
- Пам'ятник Володимиру Леніну в селі Черниці (1967)[9];
- Пам'ятник першим комсомольцям у селі Яструбичах (1968, співавтори архітектор Анатолій Консулов, скульптор Олександр Майко)[10];
- Монумент Возз'єднання в Трускавці (1969, співавтор Валентин Подольський);
- Пам'ятник Олексі Довбушу в смт Печеніжині (1970);
- Пам'ятник Володимиру Леніну в Ясенові (1970, співавтор Валентин Подольський)[9];
- Пам'ятник Григорію Геврику у Дрогобичі (1970, співавтор Валентин Подольський)[11];
- Пам'ятник Паші Савельєвій у Луцьку (1972, співавтори Валентин Подольський, Йосип Садовський, архітектор В. Семененко)[12];
- Пам'ятник «Слава праці» в селі Оглядові (1972, співавтор Валентин Подольський)[10];
- Пам'ятник радянським солдатам у Золочеві Львівської області (1974, співавтори скульптор Валентин Подольський, архітектор Анатолій Консулов)[13];
- Пам'ятник «Слава праці» в селі Миколєві Шептицького району (1974)[10];
- Пам'ятник розстріляним у Дрогобичі (1974, співавтори скульптор Валентин Подольський, архітектор Є. Хомик)[14];
- Пам'ятник бійцям I Кінної армії біля Олеська (1976, співавтори скульптор К. Маєвський, архітектор Анатолій Консулов[15], інженер Г. Шевчук (є також версія про 1975 рік)[9];
- Пам'ятник Володимиру Леніну в Бориславі (1976, співавтори скульптор Валентин Подольський, архітектор Є. Клецко[16]; є також версія про 1977 рік[15]);
- Пам'ятник на могилі радянських солдатів на цвинтарі у Дрогобичі (1977)[14];
- Пам'ятник Івану Федорову у сквері на вулиці Підвальній у Львові (1977, співавтори скульптор Валентин Подольський, архітектор Анатолій Консулов)[17];
- Пам'ятник учасникам Хотинського повстання 1919 року (1977, співавтори скульптор Валентин Подольський, архітектор Анатолій Консулов)[18];
- Пам'ятник радянським солдатам у Білій Церкві (1986, співавтори архітектор Анатолій Консулов і скульптор М. Білик)[19].

Брав участь у виставках з 1955 року. Входив до складу організаційного комітету республіканської виставки 1981 року. Персональна посмертна виставка відбулася у Києві у 1999 році.

## Відзнаки
- Заслужений діяч мистецтв УРСР з 1964 року;
- Орден Трудового Червоного Прапора;
- Почесна грамота Президії Верховної Ради УРСР;
- Народний художник УРСР з 1976 року;
- Державна премія УРСР імені Тараса Шевченка (1978; разом з Анатолієм Консуловим за пам'ятник бійцям Першої Кінної армії в смт Олеському)[21].